# Five Nights at Freddy's VR: Help Wanted
Five Nights at Freddy's: Help Wanted, anche conosciuto come Five Nights at Freddy's VR: Help Wanted, è un videogioco survival horror della serie Five Nights at Freddy's sviluppato da Steel Wool Studios e pubblicato da Scott Cawthon il 18 maggio 2019 per PlayStation 4 e Microsoft Windows. Diversi port del videogioco, con e senza realtà virtuale, sono stati pubblicati per Nintendo Switch, Xbox One e mobile nel corso del 2020. Il videogioco è una raccolta di minigiochi basati sui primi cinque capitoli della serie, con l'aggiunta di nuove esperienza completamente originali.
Il videogioco è stato accolto abbastanza positivamente dalla critica, venendo elogiata l'immersione, ma criticati alcuni jumpscare. Il port per Nintendo Switch ha invece ricevuto reazioni miste.

## Trama
Ambientato anni dopo Freddy Fazbear's Pizzeria Simulator, il giocatore è una betatester del videogioco VR Freddy Fazbear Virtual Experience, sviluppato da Silver Parasol Games sotto commissione della Fazbear Entertainment, l'azienda che gestiva i ristoranti dei precedenti capitoli. Negli anni la Fazbear Entertainment è stata presa di mira per diversi incidenti nelle loro varie località, che sono stati stabiliti come leggende metropolitane. Questo problema è aggravato da una serie di videogiochi horror basata sulle leggende, creata da uno sviluppatore indie innominato. Per questo, nel tentativo di ribaltare la cattiva reputazione, l'azienda ha commissionato il gioco per convincere i giocatori che quegli eventi erano completamente fittizi.
Tuttavia, questa narrazione è contraddetta da sedici audiocassette nascoste nel gioco, che contengono delle registrazioni di una betatester precedente. Intese come un avvertimento per i futuri giocatori, le cassette della betatester, soprannominata "Tape Girl", espongono un evento avvenuto durante lo sviluppo del gioco, ovvero un incidente di un ex dipendente, Jeremy, che ha compromesso il completamento del gioco. Inoltre, la audiocassette rivelano che Fazbear Entertainment ha assunto lei stessa lo sviluppatore per creare la serie di videogiochi basata sulle presunte leggende, prima di tagliare i legami con lui; i giochi facevano parte di un elaborato stratagemma per screditare le voci che circondavano la compagnia. Ancora più importante, le audiocassette avvertono di un codice dannoso che è stato caricato nel gioco da un vecchio circuito stampato. Questo codice prende la forma di un personaggio simile a una tuta di Spring Bonnie, noto come "Glitchtrap", il cui obiettivo è quello di fuggire dal gioco possedendo il giocatore.
Il gioco presenta tre finali, a seconda della scelta del giocatore: in una Glitchtrap riesce ad attuare il suo paiano e possiede il giocatore; in un'altra in cui il giocatore completa tutti i livelli, rimane intrappolato all'interno di Freddy Fazbear mentre osserva il virus danzare; e nell'ultimo in cui segue le istruzioni delle audiocassette, il giocatore rimane bloccato dietro una porta di acciaio nel mentre che Glitchtrap lo saluta dall'altra parte per poi scomparire. Dopo l'uscita della versione non-VR del gioco è stata aggiunta una porta segreta in un livello che conduce all'esterno. In lontananza è visibile il centro commerciale stile anni 80 "Freddy Fazbear's Mega Pizzaplex", il luogo nel quale si svolgerà il capitolo successivo: Security Breach.

## Modalità di gioco
Five Nights at Freddy's: Help Wanted è un videogioco survival horror in realtà virtuale. Il gioco contiene un totale di quaranta minigiochi, in cui il giocatore deve completare diversi compiti senza essere catturato e ucciso da diversi animatroni. Molti di questi minigiochi sono ricreazioni di videogiochi della serie, da Five Nights at Freddy's a Sister Location, con l'aggiunta di alcuni completamente originali. Nella maggior parte di essi il giocatore si trova situato nell'ufficio di una guardia di sicurezza e deve sopravvivere a un intero turno sfruttando diversi strumenti, come porte, luci, telecamere e maschere. Se il giocatore perde un minigioco, riceverà un jumpscare e il game over.
Completando ogni minigioco in difficoltà normale sblocca la sua controparte più difficile, chiamata "Blacklight", che aggiunge distrazioni visive e/o uditive a ogni gioco. Oltre ai videogiochi ispirati ai primi capitoli della serie, ci sono anche nuove esperienza come: Parts & Service che richiedono al giocatore di eseguire la manutenzione degli animatroni, Vent Repair in cui il giocatore deve risolvere enigmi premendo pulsanti mentre respinge gli animatroni con una torcia, e Dark Rooms in cui il giocatore usa una torcia con batteria limitata per illuminare i robot. Ci sono anche dei collezionabili sotto forma di monete e audiocassette sono nascoste nei vari minigiochi. La raccolta di monete sblocca i giocattoli virtuali con cui è possibile giocare al "Prize Counter", mentre la raccolta di nastri sblocca i registri audio che il giocatore può ascoltare e spiegano la trama del videogioco.

## Sviluppo
Five Nights at Freddy's: Help Wanted venne sviluppato in una collaborazione tra l'autore del franchise, Scott Cawthon, e Steel Wool Studios. Ricevette supporto anche da Lions Gate Games e Striker Entertainment. Cawthon inizialmente approcciò Steel Wool chiedendogli di ricreare l'originale Five Nights at Freddy's in VR. Una volta finito tuttavia lo staff dello studio lo trovò incompleto e pensò di poterlo migliorare. Le animazioni dei personaggi dovevano essere migliorate per essere più convincenti e spaventose in 3D, quindi il team decise di ritoccare i design dei personaggi. A Cawthon piacque l'adattamento così tanto che decise di espandere il piano, convincendo Steel Wool ad adattare anche altri capitoli della serie.

### Promozione
Dopo l'uscita di Ultimate Custom Night, Scott annunciò che avrebbe collaborato con un'azienda per produrre nuovi giochi con l'aiuto di persone più capaci nel settore. Il gioco venne annunciato ufficialmente il 25 marzo 2019 in uno State of Play. Il videogioco venne mostrato al PAX East dal 28 al 31 marzo 2019, e nelle successive presentazioni di PlayStation VR. Uno dei teaser pubblicati sul sito ufficiale dell'autore fu rimosso in quanto conteneva due personaggi appartenenti a giochi fan made della serie di FNaF, e quindi non di effettiva proprietà di Scott Cawthon e della Steel Wool. Cawthon si scusò dell'accaduto e rimpiazzò i personaggi con design ufficiali. Inizialmente la data di uscita prevista era nell'aprile 2019. Il 21 maggio la demo fu distribuita ad alcuni YouTuber.

### Distribuzione
Five Nights at Freddy's: Help Wanted è stato pubblicato il 28 maggio 2019 per PlayStation 4 e per Microsoft Windows su Steam. Una versione senza realtà virtuale, conosciuta come flat mode, è stata distribuita per le stesse piattaforme il 17 dicembre 2019. Nel corso del 2020 sono stati pubblicati diversi port per console: il 21 maggio per Nintendo Switch, il 16 luglio per Oculus Quest, il 26 ottobre per Android e iOS, e il 29 ottobre per Xbox One. La versione definitiva del videogioco, contenente anche il DLC e conosciuta come Five Nights at Freddy's: Help Wanted – Full Time Edition, è stata distribuita per PlayStation 5 il 21 novembre 2023.

### Curse of Dreadbear
Un contenuto scaricabile a tema Halloween intitolato Curse of Dreadbear, contenente nuovi livelli è stato pubblicato il 23 ottobre 2019. Oltre a nuove modalità sono stati introdotti nuovi personaggi, come Dreadbear e Grimm Foxy. I livelli non sono stati tutti resi subito disponibili, alcuni infatti sono stati fatti uscire qualche giorno dopo, rispettivamente il 29 e il 31 ottobre 2019. Il contenuto scaricabile è disponibile per tutti i port del gioco, tranne quello dell'Oculus Quest.

## Accoglienza
| Testata                              | Versione | Giudizio |
| ------------------------------------ | -------- | -------- |
| Metacritic (media al 28 giugno 2025) | PS4      | 80/100   |
| Metacritic (media al 28 giugno 2025) | NS       | 53/100   |
| Destructoid                          | PS4      | 9/10     |
| HobbyConsolas                        | PS4      | 73/100   |
| IGN Italia                           | PS4      | 8,3/10   |
| Nintendo Life                        | NS       | 3/10     |
| The Games Machine                    | PS4      | 8,6/10   |

La versione per PlayStation 4 di Five Nights at Freddy's: Help Wanted ha ricevuto critiche "generalmente favorevoli" su Metacritic, mentre quella per Nintendo Switch ha ricevuto reazioni "miste o medie".
I critici hanno trovato il videogioco molto "accessibile". Jordan Devore di Destructoid ha affermato che sia i fan della serie sia coloro che non è sono famigliari l'avrebbero apprezzato, Nicolò Paschetto di The Games Machine ha sostenuto che anche colore che non sono fan del genere horror sarebbero stati rasserenerati dalle meccaniche semplici e intuitive. David Jagneaux di UploadVR ha definito il gioco un "masterclass della suspense" e Francesco Destri di IGN lo ha descritto come uno dei videogiochi horror in VR più spaventosi.
L'atmosfera del gioco è stata descritta come "tesa e inquietante". Jagneaux di UploadVR l'ha trovata "intrigante" e ha pensato che il VR abbia reso il gioco più immersivo e l'impatto dei jumpscare sia aumentato. Juan Rubio di Vandal ha trovato il gioco molto stressante e ha elogiato il design, affermando che sono molto dettagliati e intimidatori. Destri di IGN ha sostenuto che la tensione che dà il gioco faccia sentire molto vulnerabile. Alcuni critici hanno affermato che i jumpscare facessero molto effetto, soprattutto all'inizio, ma diventavano ripetitivi col tempo.
La critica si è concentrata molto sui minigiochi. Devore di Destructoid ha elogiato l'adattamento dei primi capitoli della serie in VR e ha apprezzato soprattutto Vent Repair e Dark Rooms. Anche Destri di IGN ha apprezzato Vent Repair, sostenendo che abbia una grande rigiocabilità. Paschetto di The Games Machine ha affermato che il gioco abbia davvero una diversità di meccaniche, tuttavia alcuni minigiochi ispirati a titoli precedenti soffrono degli stessi problemi che avevano le versioni originali. Ha trovato la qualità dei minigiochi originali nella media, ma non di più. Jagneaux di UploadVR ha affermato che il gioco diventava abbastanza ripetitivo salvo alcuni livelli, sostenendo che alcune meccaniche troppo semplici non "sostenevano l'esperienza".
Il port per Nintendo Switch è stato ritenuto inferiore da molti critici. Stuart Gipp di Nintendo Life e Parrish di Kotaku hanno trovati i controlli lenti e difficili rispetto l'originale e hanno evidenziato la mancanza del VR. Gipp ha definito molti minigiochi "versioni peggiori" dei Five Nights at Freddy's già disponibili per Switch. Parrish ha apprezzato i nuovi minigiochi come Vent Repair e Parts and Service, ma non giustificano il fatto di dover rigiocare i primi quattro capitoli della serie.

### Riconoscimenti
| Anno | Premio               | Categoria                                        | Risultato | Note   |
| ---- | -------------------- | ------------------------------------------------ | --------- | ------ |
| 2020 | New York Game Awards | Coney Island Dreamland Award per Best AR/VR Game | Candidato | [ 26 ] |

## Eredità
Un sequel diretto del gioco, chiamato Five Nights at Freddy's: Help Wanted 2, è stato annunciato il 23 maggio 2023 durante una PlayStation Showcase. Il gioco è stato pubblicato il 14 dicembre 2023 per Oculus Quest e PlayStation 5. Una versione senza realtà virtuale è stata distribuita il 20 giugno 2024.